# Bad Liebenzell

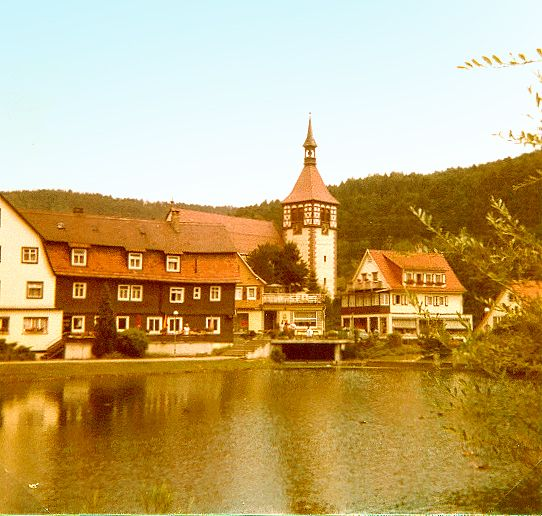
Bad Liebenzell w 1977

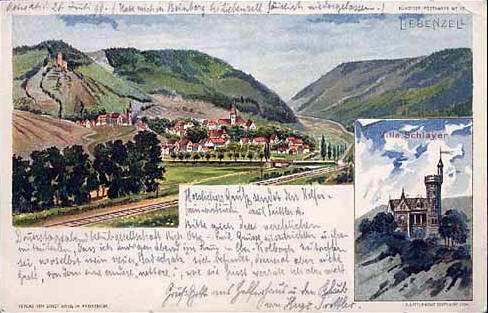
Bad Liebenzell w 1899

Bad Liebenzell – miasto uzdrowiskowe w Niemczech, w kraju związkowym Badenia-Wirtembergia, w rejencji Karlsruhe, w regionie Nordschwarzwald, w powiecie Calw, siedziba wspólnoty administracyjnej Bad Liebenzell. Leży w północnym Schwarzwaldzie, nad rzeką Nagold, ok. 7 km na północ od Calw, przy drodze krajowej B463.